# Юлёнен, Антти
Антти Юлёнен (фин. Antti Ylönen; род. 15 сентября 1983, Лиминка, Оулу) — финский хоккеист, защитник шведского клуба «Аспловен», выступающей в Аллсвенскан.

## Карьера
В юношеском возрасте выступал за сборную Финляндии соответствующих возрастных категорий (15 и 16 лет). С 1999 года в системе хоккейного клуба «Кярпят». Выступал в молодёжном составе команды. В СМ-Лиге дебютировал в сезоне 2002/03 года. Параллельно выступал и за команду Местиса - «Хокки». В 2012 году перешёл в «Пеликанс». Всего в СМ-Лиге провёл 387 игр, в Местисе - 110 игр.
С 2014 года выступает в ВХЛ в составе усть-каменогорского  «Казцинк-Торпедо». За сезон 29 раз выходил на лёд в играх ВХЛ.

## Достижения
- Чемпион Финляндии (4) - 2004, 2005, 2007, 2008
- Вице-чемпион Финляндии (2) - 2003, 2009
- Бронзовый призёр чемпионата Финляндии (1) - 2006
- Чемпион Местиса - 2007
- Вице-чемпион Местиса - 2008